# Oldsmobile Cutlass Supreme
La Cutlass Supreme è un'autovettura prodotta dalla Oldsmobile dal 1966 al 1997 in varie serie.

## Il contesto
La Cutlass Supreme faceva parte della categoria di Vetture Mid-Size prodotte dal gruppo General Motors (cioè dal proprietario del marchio Oldsmobile) per il mercato statunitense. Fu sempre al top della gamma Cutlass, ed iniziò ad essere commercializzata come allestimento speciale di quest'ultima. Successivamente per la Cutlass Supreme fu approntato un design della carrozzeria specifico, seguito dallo sviluppo di una meccanica a parte, che alla fine la resero parecchio differente dalla Cutlass anche se, formalmente, faceva sempre parte della gamma di quest'ultima.
Quando la produzione della Cutlass Supreme terminò non ci fu un modello che la sostituì, sebbene la Intrigue, introdotta nel 1998, rimpiazzò l'intera gamma Cutlass.

## La prima serie
Il nome “Cutlass Supreme” comparve per la prima volta nel 1966 applicato ad una nuova autovettura quattro porte hard-top berlina, denominata anche Holiday Sedan, e facente parte della gamma Cutlass. Questo allestimento comprendeva un divanetto posteriore con bracciolo, borchie che coprivano l'interezza dei cerchioni, pannelli delle portiere più lussuosi, ed altre specificità tra cui l'emblema CS applicato sui montanti posteriori e sul portello del bagagliaio. Nel 1967 la gamma della “Cutlass Supreme” fu ampliata ad altre versioni; l'offerta comprendeva, oltre che alla quattro porte hard-top berlina (la Holiday Sedan), anche la due porte hard-top coupé (denominata Holiday Coupé), la due porte coupé provvista di montanti (Sport Coupé), la quattro porte berlina dotata di montanti (Town Sedan) e la cabriolet. In genere, gli allestimenti interni nelle Cutlass Supreme erano più lussuosi rispetto a quelli installati sulle F-85 e sulle Cutlass, ed includevano sedili con bracciolo rivestiti in tessuto o in vinile per le versioni berlina, e sedili profilati con rivestimento in pelle per le coupé e le cabriolet.
Per entrambi gli anni, il motore standard montato sulle Cutlass Supreme fu il propulsore V8 Oldsmobile Jetfire Rocket da 5,4 L di cilindrata denominato “Ultra High Compression”. Erogava una potenza di 320 CV, e aveva installato un carburatore a quadruplo corpo. La trasmissione di serie era a tre rapporti manuale e tra gli optional si poteva scegliere tra un cambio manuale a quattro rapporti Hurst ed un cambio automatico a tre velocità Jetaway.
Nel 1967 l'allestimento ad alte prestazioni 442, che comprendeva un motore V8 da 6,6 L e 350 CV con carburatore a doppio corpo, era disponibile sui due tipi di coupé e sulle cabriolet. Era anche disponibile l'opzione Turnpike Cruiser, che includeva un più economico propulsore da 6,6 L e 300 CV; questo motore montava anch'esso un carburatore a doppio corpo insieme ad una riduzione finale più bassa ed unitamente alla trasmissione Turbo Hydramatic. L'opzione Turnpike Cruiser era stata pensata per i viaggi ad alta velocità in autostrada.

## La seconda serie
Nel 1968 la gamma Cutlass (compresa la Cutlass Supreme) ed i modelli intermedi della General Motors furono oggetto di una revisione. Oltre ad una rivisitazione estetica, furono modificati anche i telai; ora il passo delle coupé era stato accorciato a 2845 mm, mentre quello delle berline e delle familiari era stato allungato a 2946 mm.
Nel 1969 la Cutlass Supreme fu oggetto un nuovo restyling, questa volta lieve; furono riviste, tra l'altro, la calandra e le luci posteriori. Nell'offerta ora era compresa una nuova trasmissione Turbo Hydramatic 350 a tre velocità che sostituì la Jetaway.
Nel 1970 fu rivisto il ruolo che la “Cutlass Supreme” aveva per la Oldsmobile. L'idea era di dare al marchio una base di gamma nel fiorente mercato delle auto di lusso compatte, similmente a quanto avvenuto per la Pontiac Grand Prix. Di conseguenza, fu disegnata una nuova linea della carrozzeria a tre volumi. Essa si differenziava parecchio da quella delle Cutlass coupé di livello inferiore, dato che queste ultime possedevano un tettuccio simile a delle fastback. La “Cutlass Supreme” ricoprì questo ruolo per la restante parte della sua vita commerciale. A differenza della Pontiac Grand Prix e della Chevrolet Monte Carlo, che avevano differenti corpi vettura e diverse denominazioni rispetto ai modelli meno costosi dello stesso marchio, la Cutlass Supreme aveva installato dei componenti utilizzati anche sulla Cutlass e fu sempre parte della gamma di quest'ultima.
Gli interni della Cutlass Supreme erano più lussuosi rispetto a quelli delle altre Cutlass ed era possibile scegliere, per il divanetto posteriore con bracciolo, tra il rivestimento in tessuto oppure in vinile e, per i sedili anteriori e senza extra-costo, la fodera in vinile. Era disponibile come optional, associata all'opzione sopraccitata per i sedili anteriori, una consolle centrale con la leva del cambio montata sul pavimento che comandava una trasmissione Turbo Hydra-Matic. Questa leva del cambio era anche offerta sulla 442.
Per il 1970 ed il 1971, sia la Cutlass Supreme coupé che la cabriolet erano disponibili con l'opzione SX, di netta derivazione 442, che includeva diverse versioni del motore V8 da 7,5 L di cilindrata, oltre a paraurti posteriori e tubi di scarico praticamente identici a quelli installati sul modello citato, e sospensioni da rally derivate da quelle della 442. Le versioni della Cutlass che avevano in dote questo pacchetto avevano applicati emblemi con la scritta “SX” in varie parti della vettura. Fu aggiunta l'opzione W31, che comprendeva paraurti in tinta, uno spoiler posteriore, delle decorazioni a strisce oltre che un albero a camme più resistente e con maggiore alzata per il motore da 5,7 L di cilindrata.
Il 1972 fu l'unico anno in cui fu disponibile, nel pacchetto L75, un'opzione comprendente un motore da 7,5 L, il cambio M20 a quattro velocità e delle valvole maggiorate. Ciò consentiva a queste vetture di possedere un propulsore di 270 CV invece dei 250 CV della serie ordinaria. Di questa opzione furono prodotti solo 77 esemplari.

## La terza serie
Nel 1973 la Cutlass Supreme, come le altre vetture Mid-Size del gruppo General Motors, fu oggetto di un restyling. Le hard-top e le cabriolet furono rimpiazzate da una nuova versione che si basava su un nuovo telaio denominato Colonnade e dotato di montanti. Infatti, durante gli anni settanta, le preoccupazioni per gli standard di sicurezza in caso di ribaltamento spinsero molti costruttori a togliere di produzione i loro modelli hard-top e cabriolet senza montanti, e la Cutlass non fu un'eccezione. Le Cutlass Supreme coupé possedevano una linea unica che non condividevano con le altre Cutlass coupé.
Nel 1976 furono introdotti dei fanali anteriori quadrati. L'anno successivo la General Motors rimpicciolì le proprie vetture Full-Size, e così la Cutlass Supreme si ritrovò ad avere le dimensioni paragonabili alla 88; la situazione durò solo per quell'anno, poiché il gruppo General Motors progettò di rimpicciolire le Cutlass ed altri modelli intermedi entro il 1978.
In aggiunta alla hard-top coupé tipo Colonnade, la Cutlass Supreme fu anche offerta come berlina Colonnade (avente sei finestrini, con quelli laterali anteriori senza montanti) e familiare a sei o nove passeggeri. Queste ultime possedevano degli inserti esterni in legno ed erano commercializzate sotto alla Vista Cruiser, che era un modello Oldsmobile familiare, provvisto di plafoniere, e con passo e tetto allungato.

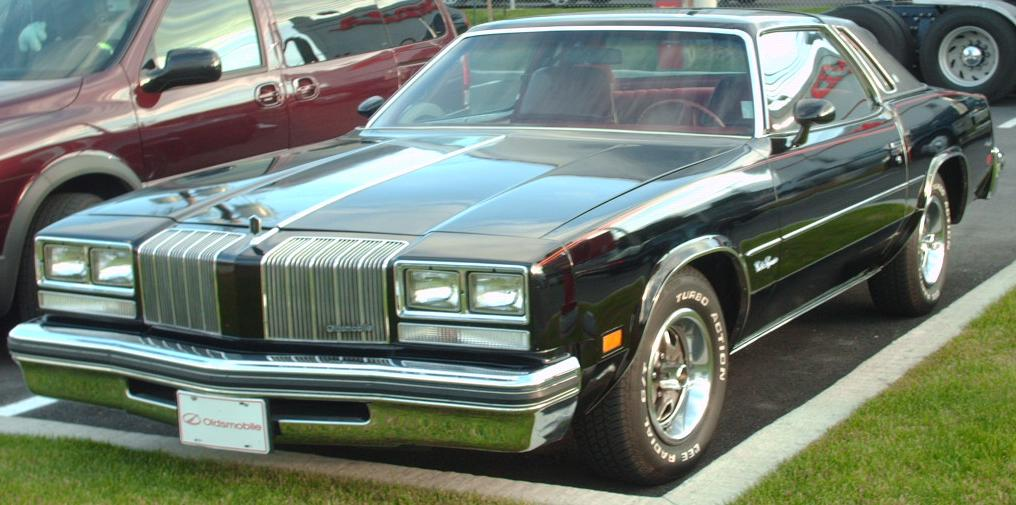
Una Oldsmobile Cutlass Supreme del 1977

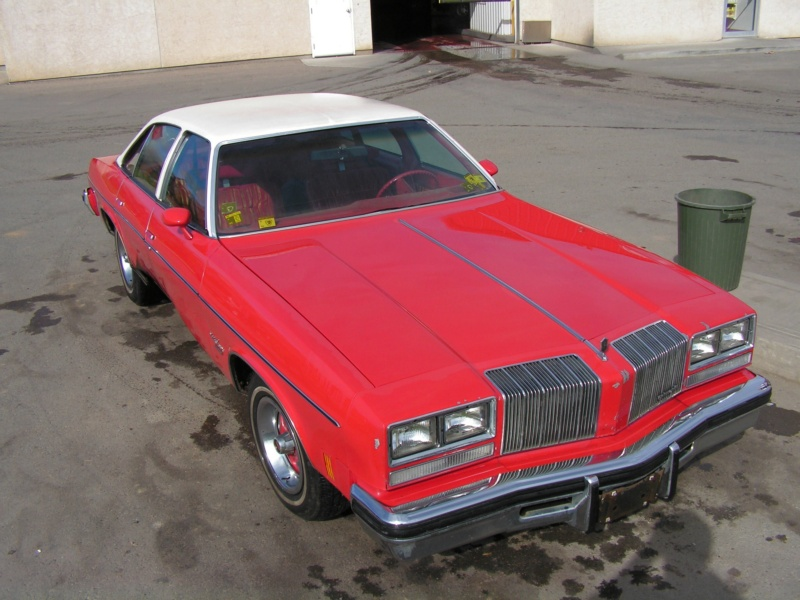
Una Oldsmobile Cutlass Supreme Brougham del 1977

La Cutlass Supreme Colonnade berlina fu disponibile nel 1973 come Cutlass Salon, che era un'opzione che includeva pneumatici radiali, sospensioni aggiornate, sedili anteriori separati e reclinabili con un rivestimento in velluto a coste, e copricerchioni colorati. Le caratteristiche di questo allestimento ricordavano le berline europee dell'epoca e la Pontiac Grand Am. Nel 1974, l'opzione Salon era anche disponibile sulla Cutlass Supreme Colonnade coupé, e nel 1975 questo pacchetto fu aggiornato predisponendo una serie separata, disponibile come berlina o coupé.
La crisi energetica del 1973 e 1974 spinse la Oldmobile ad introdurre due nuovi piccoli motori per le Cutlass per l'anno successivo. Furono lanciati il propulsore a sei cilindri in linea Chevrolet da 4,1 L di cilindrata accoppiato con la trasmissione manuale a tre velocità come equipaggiamento di serie sulla Cutlass Supreme coupé e berlina, ed il motore V8 Oldsmobile da 4,3 L come optional. Comunque, la maggior parte delle Cutlass Supreme nel 1975, 1976 e 1977 furono vendute con il motore opzionale Oldsmobile V8 da 5,7 L con trasmissione automatica Turbo Hydra-matic. Il propulsore da 7,5 L fu offerto come optional nel 1976, e fu sostituito nel 1977 dal più piccolo motore V8 da 6,6 L. Lo stesso anno il propulsore V6 Buick da 3,8 L rimpiazzò il sei cilindri in linea della Chevrolet che era alla base della motorizzazione della Cutlass.
Nel 1976 fu aggiunta una nuova opzione, la “Cutlass Supreme Brougham”, che possedeva interni più lussuosi, la tappezzeria in velour ed il divanetto posteriore simile a quello montato sulla 98. Nel 1977, l'allestimento “Brougham” era anche disponibile sulla berlina quattro porte Colonnade.
Nel film RoboCop, fu utilizzata una Cutlass Supreme del 1977. L'esemplare aveva il corpo vettura camuffato per farla assomigliare ad un'auto futuristica.

## La quarta serie
La Cutlass Supreme fu rimpicciolita nel 1978, insieme al resto della gamma Cutlass. La Supreme fu comunque più popolare della Cutlass Salon coupé e berlina, introdotta nello stesso periodo.
Era ora presente un'opzione con tetto apribile tipo Targa. Dal 1978 al 1980 furono disponibili anche delle versioni 442 e Hurst/Olds. Esse usavano il corpo vettura a tre volumi della Cutlass Supreme, invece della carrozzeria standard coupé. Della Hurst/Olds furono prodotti 2499 esemplari, tutti equipaggiati il motore a benzina da 5,7 L di cilindrata derivato da quello installato sulla 88 e sulla 98. Nel 1980 la Cutlass Supreme tornò ai fari anteriori sdoppiati, ed il pacchetto “Cutlass Supreme Brougham” fu disponibile a sprazzi durante il periodo 1978-1988. Nel 1979 fu anche offerto per la prima volta un V8 diesel da 4,3 L di cilindrata e 90 CV di potenza; gli altri propulsori (a benzina) disponibili furono il V6 da 3,8 L e 115 CV, ed i V8 da 4,3 L (105 CV), 5 L (135 CV) e 5 L (160 CV). L'anno successivo furono invece offerti i seguenti motori (a benzina): il V6 da 3,8 L e 110 CV, ed i V8 da 4,3 L (105 CV), 5 L (155 CV), 5 L (150 CV), e il propulsore V8 diesel da 5,7 L e 105 CV. Per la versione coupé fu disponibile dal 1978 al 1984 una sottoserie, dal nome "Cutlass Calais", che differiva dalla versione principale per minori dettagli nell'allestimento.
Nel 1981, la Cutlass Supreme coupé fu oggetto di un restyling (con un muso dal disegno "a paletta") che rese il suo profilo più aerodinamico. Questa nuova linea continuò ad essere applicata fino al 1988, cioè fino alla fine della produzione della “Cutlass Supreme Classic”. La berlina quattro porte rimase quasi immutata, tranne che per i fari posteriori, che subirono successivamente un leggero restyling. Questi ultimi, con la nuova rivisitazione, ricordavano una tastiera di un telefono a tasti e/o ad una faccia del cubo di Rubik e furono utilizzati fino al 1984.

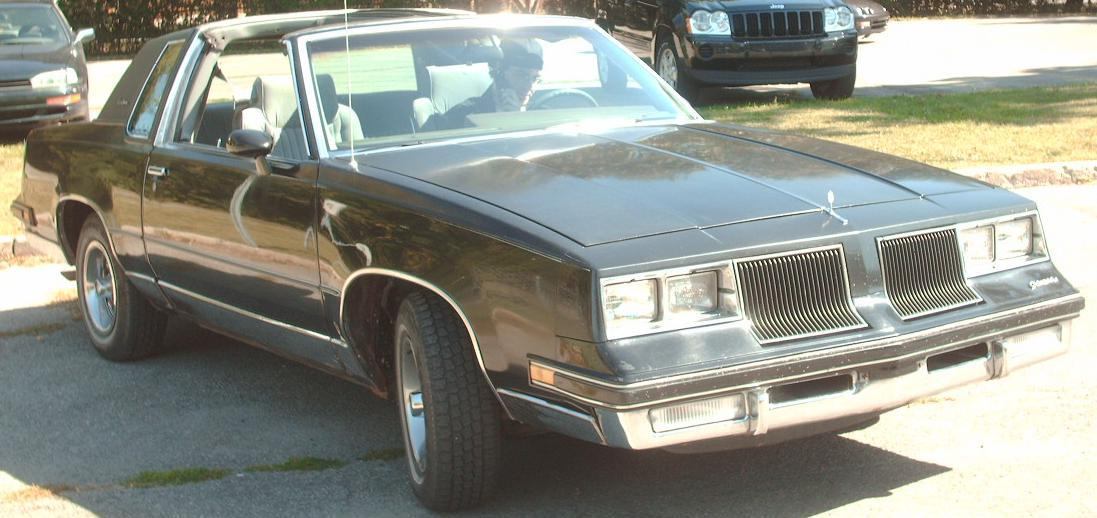
Una Oldsmobile Cutlass Supreme del 1986

La Cutlass Supreme condivise la meccanica con il resto della gamma Cutlass fino al 1982, quando le vendite costantemente alte convinsero la General Motors a continuare la produzione dei suoi modelli intermedi a trazione posteriore assieme al nuovo modello a trazione anteriore su piattaforma A, spinto da un motore V6, e noto come Cutlass Ciera. Nel 1982 la berlina, in passato chiamata Cutlass LS, e la familiare, precedentemente denominata Cutlass Cruiser (entrambe a trazione posteriore), diventarono parte della gamma Cutlass Supreme. La station wagon fu tolta di produzione nel 1984 e contemporaneamente venne introdotto un nuovo modello basato sulla Cutlass Ciera. Nel 1982 i motori (a benzina) offerti erano il V6 da 3,8 L di cilindrata e 110 CV di potenza, ed i V8 da 4,3 L e 100 CV e da 5 L (140 CV). I propulsori diesel invece erano il V6 da 4,3 L e 85 CV, ed il V8 da 5,7 L e 105 CV.
Quando nel 1985 la Cutlass Calais divenne un modello separato e basato sulla piattaforma N (noto come Calais fino al 1988), la Cutlass Calais fu ridenominata Cutlass Salon . Quest'ultima prese il suo nome dalle Cutlass Supreme coupé e berlina risalenti al 1975, cioè dalla denominazione utilizzata anche nel 1980 per la versione di ingresso della gamma Cutlass.
Il 1987 fu l'anno finale della berlina a trazione posteriore. Nello stesso anno fu installata alle coupé una nuova calandra con fari anteriori compositi. Il propulsore V6 Buick da 3,8 L di cilindrata fu la base della motorizzazione insieme al V8 Oldsmobile da 5 L. In questi anni fece parte della gamma Cutlass Supreme la 442.
Il 1988 fu l'ultimo anno della trazione posteriore applicata alla Cutlass Supreme.

## La quinta serie
Nel 1988 fu introdotta la nuova serie della Cutlass Supreme, ora basata sulla piattaforma W della General Motors. La trazione era diventata anteriore, ed il modello fu contemporaneo alle ultime Cutlass Supreme a trazione posteriore prodotte, che erano delle coupé. La nuova Cutlass Supreme condivideva la piattaforma W da 2731 mm di passo con la Pontiac Grand Prix, la Buick Regal e la Chevrolet Lumina.
Alla presentazione della nuovissima Cutlass Supreme a trazione anteriore, la Oldsmobile si assicurò per essa l'impiego come safety car alla 500 Miglia di Indianapolis del 1988, introducendo per tale utilizzo, e per la prima volta nella storia, il dispositivo head-up display. Della versione speciale che partecipò alla competizione sopraccitata ne vennero costruiti 250 esemplari, di cui 50 cabriolet.
Nel 1988 e nel 1989 l'unica versione commercializzata fu la due porte coupé. Nel 1990 fu aggiunta la berlina. La gamma includeva le versioni base (più tardi chiamata S), la SL e la sportiva International Series. Per tutta la vita produttiva di questa serie la cabriolet fu considerata quasi una serie a parte.
La versione International Series era equipaggiata da un allestimento unico, tra cui quattro sedili profilati rivestiti in pelle ed il dispositivo head-up display. Nel 1988 e nel 1989 fu accoppiata, con il motore V6 da 2,8 L di cilindrata, una rara trasmissione manuale a cinque rapporti. Nel 1990 quest'ultima fu associata ad un motore LG0 ad alte prestazioni, e nel 1991 e nel 1992 ad un propulsore V6 da 3,4 L con doppio albero a camme in testa.
L'intera linea fu oggetto di un restyling nel 1992, con le coupé e le cabriolet che possedevano ora dei piccoli fari anteriori sdoppiati condivisi con la Pontiac Grand Prix. L'airbag lato conducente diventò di serie nel 1994, e l'anno successivo debuttò un cruscotto ergonomico con doppio airbag.

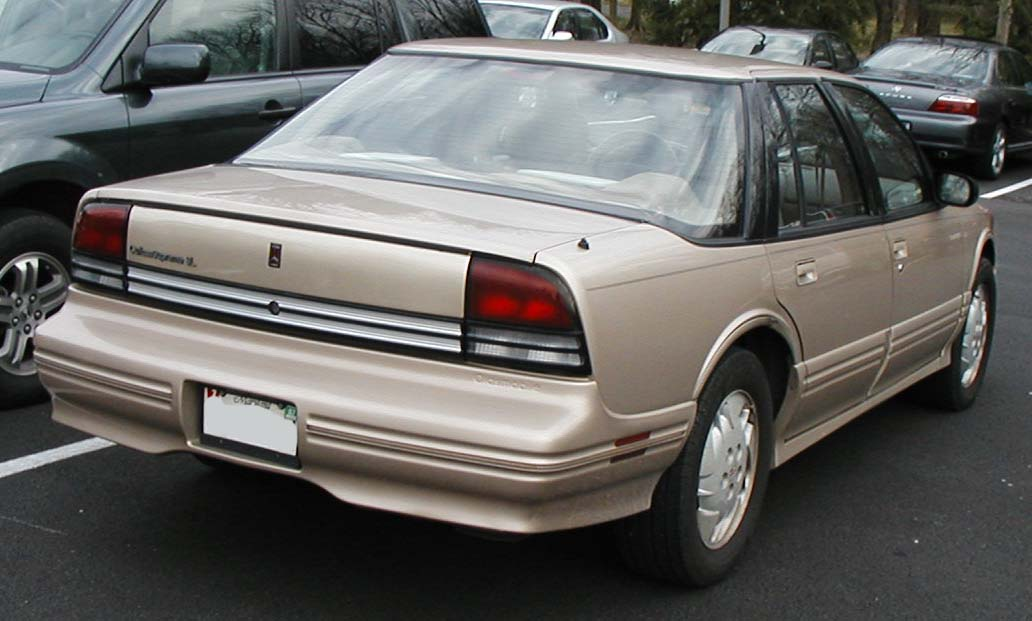
Una Oldsmobile Cutlass Supreme berlina

La gamma delle opzioni offerte venne gradualmente ridotta nel tempo. Il LG0 ad alte prestazioni fu infatti abbandonato nel 1992, la trasmissione manuale speciale nel 1993, la versione International Series nel 1994 e la versione S nel 1995. Nel 1996 fu la volta della cabriolet e nel 1997 del motore V6 da 3,4 L. Sempre nel 1997 una nuova serie della Cutlass, costruita sulla piattaforma N della General Motors, fu introdotta per rimpiazzare la Ciera per soli tre anni. Essa era sostanzialmente un aggiornamento della Chevrolet Malibu.
Il posto della Cutlass Supreme fu presa nel 1998 dalla Intrigue, che era anch'essa costruita sulla piattaforma W della General Motors.
Questa serie della Cutlass Supreme fu prodotta a Doraville, in Georgia, dal 1988 al 1995, ed a Kansas City, nel Kansas, dal 1995 al 1997.
Il primo esemplare di questa serie uscì dalle catene di montaggio il 13 gennaio 1988. L'ultima Cutlass Supreme cabriolet fu completata il 17 luglio 1995, mentre l'ultima Cutlass Supreme uscì dalle linee di assemblaggio di Kansas City il 21 febbraio 1997.